# E-Mail-Anbieter
Ein E-Mail-Anbieter (auch E-Mail-Provider oder E-Mail-Service-Provider) ist ein Internetunternehmen, das über einen Mailserver verfügt und seinen Kunden E-Mail-Konten und E-Mail-Postfächer auf diesem Mailserver anbietet. Die Kunden können dabei andere Unternehmen oder Privatpersonen sein.

## Varianten
E-Mail-Anbieter lassen sich nach der Art des Anbieters unterteilen:
- Allgemeine Organisationen, deren Mitglieder bzw. Mitarbeiter primär aus einem anderen Grund als der Nutzung von E-Mail oder Internet teilnehmen, z. B. Schulen, Hochschulen, (Stadt-)Verwaltungen, Verbände, Clubs oder Firmen. In diesen Fällen ist der Dienst i. d. R. nicht mit Kosten für die Teilnehmer verbunden, die Nutzung oft obligatorisch und für Personen außerhalb dieser Organisationen nicht verfügbar. Die Wahl der E-Mail-Adresse obliegt meistens der IT-Abteilung und nicht dem Teilnehmer. Speziell bei Hochschulen ist es üblich, die Adresse auch nach dem Studium weiter nutzen zu können.
- Internetzugangsprovider und Webhoster bieten meistens neben ihrem Kernangebot den Kunden auch E-Mail-Konten an, deren Nutzung i. d. R. im Preis inbegriffen ist. Die Wahl der E-Mail-Adresse steht dem Kunden frei, soweit sie nicht bereits von jemandem verwendet wird. Wechselt der Kunde den Anbieter verliert er meist den Zugang zu solchen Konten. Selten können dann E-Mail-Weiterleitungen eingerichtet werden, d. h. der Nutzer verliert diese Adressen.
- Freemail-Anbieter sind Internet-Dienstleister, die kostenlose E-Mail-Konten für jedermann anbieten, z. B. als Einsteigertarif neben ihren kostenpflichtigen Tarifen mit größerem Leistungsumfang. Die kostenlosen Konten sind oft werbefinanziert. Bei Freemail-Anbietern gibt es keinen Anspruch auf die Nutzung der eingerichteten E-Mail-Adresse. Ein Freemail-Anbieter kann seinen Dienst einstellen, wie die Entwicklung bei epost.de und lycos.de zeigte: diese Dienste wurden 2005 bzw. 2009 eingestellt.[1]
- Sogenannte Premium-E-Mail-Dienste zeichnen sich durch eine werbefreie Nutzung der E-Mail-Adresse aus. Die meisten Freemail-Anbieter bieten auch dies in Form von kostenpflichtigen Tarifen an, die sich z. B. durch mehr Speicherplatz, erweiterten Funktionsumfang, kostenlosen Telefonsupport und höhere Verlässlichkeit auszeichnen.

## Webmail-Portale
Auf ihren Internetportalen blenden einige E-Mail-Anbieter Werbung und Boulevard-Nachrichten zusätzlich zur E-Mail-Verwaltung ein, um ihre Kunden zu binden. Mitunter werden die E-Mail-Inhalte für zielgerichtetes Online-Marketing verwendet.

## Dauerhafte Verfügbarkeit
Eine dauerhafte E-Mail-Adresse kann sich ein Benutzer durch Einrichten einer eigenen Domain sichern. Eine solche Domain kann über einen beliebigen Webhosting-Provider registriert werden. Der Provider bildet die Schnittstelle zur zuständigen Internetvergabestelle für Domains (NIC). Den Provider kann man bei Bedarf wechseln, ohne die Domain zu verlieren. Ein weiterer Vorteil aus Nutzersicht wäre die Verwendung eines persönlichen Namens in der E-Mail-Adresse wie z. B. vorname@familienname.de oder familienname@firmenname.org.

## Aufgaben und Angebot
Neben E-Mail-Postfächern bieten E-Mail-Provider ihren Kunden in der Regel auch Schutz vor Spam und Computer-Viren. Dadurch gelangen betroffene E-Mails nicht in das E-Mail-Postfach des Benutzers. Üblicherweise lassen E-Mail-Anbieter aus demselben Grund den massenweisen E-Mail-Versand über ihre Server nicht zu.

## Rechtliche Pflichten

### Datenschutz
Gemäß § 88 des Telekommunikationsgesetzes (TKG)
ist in Deutschland jeder (ob Unternehmen oder Privatperson), der nachhaltig Telekommunikationsdienste für Dritte mit oder ohne Gewinnerzielungsabsicht anbietet, zur Wahrung des Fernmeldegeheimnisses verpflichtet.
Ein Unternehmen, das seinen Mitarbeitern ein E-Mail-Konto zur Verfügung stellt und die private Nutzung dieses E-Mail-Kontos duldet, darf den E-Mail-Verkehr des Mitarbeiters mithin nicht überwachen. Um legal auf den E-Mail-Verkehr zugreifen zu dürfen, verbieten daher viele Unternehmen die private Nutzung des geschäftlichen E-Mail-Kontos.

### Überwachung und Datenspeicherung
Ab 10.000 Vertragskunden sind E-Mail-Anbieter in Deutschland dazu verpflichtet, Technik zur Weitergabe von E-Mails vorzuhalten, sogenannte SINA-Boxen, dies regelt seit 2005 die Telekommunikations-Überwachungsverordnung (TKÜV) gemäß § 88 TKG.
Seit dem 13. Juni 2019 müssen durch ein EuGH-Urteil E-Mail-Anbieter wie Gmail keine Überwachung mehr ermöglichen.
Die Staatsanwaltschaft kann sich nach Einholen eines richterlichen Beschlusses sowohl das gesamte E-Mail-Postfach durch den Provider aushändigen lassen, als auch die ein- und ausgehenden E-Mails über einen bestimmten Zeitraum weiterleiten lassen. Bei E-Mail-Anbietern in den Vereinigten Staaten ist dies nicht erforderlich: dem US-Geheimdienst NSA (National Security Agency) ist es durch den Patriot Act erlaubt, E-Mails und Telefonate von Ausländern ohne richterlichen Beschluss auszuwerten und zu überwachen.
Gemäß §§ 111 und 112 TKG hat ein Telekommunikationsanbieter in Deutschland die Pflicht, die persönlichen Daten (Stammdaten) zu Telefonnummern, E-Mail-Adressen oder anderen Anschlusskennungen zu speichern. Allerdings gibt es für Mailprovider eine Ausnahmeregelung, nach der sie keine Stammdaten erheben müssen. Werden diese Daten erhoben, müssen sie den Strafverfolgungsbehörden auch ohne richterlichen Beschluss zur Verfügung gestellt werden. Bei Anbietern mit über 100.000 Teilnehmern müssen die Stammdaten (sofern vorhanden) im sogenannten „automatischen Auskunftsverfahren“ zur Verfügung gestellt werden. Die Daten können dann von den Behörden abgefragt werden, ohne dass Anschlussinhaber oder Provider davon in Kenntnis gesetzt werden müssen. Die Bundesnetzagentur prüft bei diesem Verfahren „die Zulässigkeit der Übermittlung nur, soweit hierzu ein besonderer Anlass besteht“.